# Кастомизация одежды
«Кастомизация одежды» — это подбор вещей, индивидуализация под того или иного человека с помощью подручных материалов, например, красок или ниток. Объектом кастомизации может стать любая вещь: и старая джинсовая куртка, и только что купленная футболка. Подручными материалами могут быть шипы, украшения, краски, нашивки и многое другое. Кастомизация помогает создать свою уникальную вещь и неповторимый стиль в одежде.
В 20-х создаются онлайн-сервисы кастомизации одежды, которые развиваются в двух направлениях: либо создают простую, но идеально садящуюся базу, либо предлагают сделать более индивидуальной вещь какой-либо знаковой марки. Любой желающий может создать и купить идеальное платье, костюм по фигуре или обувь с нужным цветом шнурков и подошвы.
В индустрии моды массовая кастомизации может быть реализована в основном на размерной и модульной основе.  Кастомизация в швейной отрасли предполагает внедрение достоверных виртуальных примерок. 

## История появления
Кастомизация одежды набирает большую популярность[уточнить] в последние годы. Многие мировые бренды стали персонализировать вещи под своих покупателей. Хотя кастомизация зародилась еще в далёком 1970-м году в Нью-Йорке. В это время в мире одежда стала производиться огромными тиражами, поэтому ребята из хип-хоп-культуры решили выделиться, переделав свои джинсовые куртки под себя.
Параллельно с этим представители других субкультур стремились создать свой индивидуальный стиль в одежде. Хиппи решили кастомизировать свои вещи бусинами, цветами, вышивками и международным знаком мира — пацифик. Подхватили эту идею и панки в Великобритании, которые рвали свои футболки и джинсы, украшали кожаные куртки шипами и булавками, красками писали яркие надписи на одежде, создавая свой дерзкий неповторимый стиль.
Долгое время кастомизация не принималась обществом, так как считалась уделом творческой молодёжи, старающейся выделиться из общества.

## Мировые бренды, кастомизирующие одежду
Сейчас кастомизация является трендом номер один, что подтвердило исследование Business of Fashion в 2018-м году. Мировые бренды предоставляют возможность кастомизировать одежду либо с помощью специальных офлайн-кастом ателье, либо создавая сайты, где покупатель сам может выбрать материал, цвет изделия и декоративные вставки за дополнительную плату.
Бренды Nike и Adidas создали специальные разделы на сайтах, где каждый может создать свою неповторимую вещь с нуля. Prada предоставляет возможность самому выбрать дизайн лоферов, то же самое можно сделать с туфельками Колибри от Fendi. С 2018 года на сайте Gucci можно выбрать себе разные нашивки, материал и цвет сумочки и кроссовок. Такой раздел сайта получил название «Do It Yourself» (Сделай сам). У бренда Dior также можно полностью самому сделать сумку. Louis Vuitton тоже не остался в стороне, поэтому каждый может написать свои инициалы на кроссовках, что придаст обуви уникальный вид. Levi’s предпочитает офлайн-кастом, поэтому на многих фестивалях можно увидеть Tailor Shop и Print Bar — специализированные места, где можно прикрепить нашивки, украшения, шипы на свою одежду, а также украсить её с помощью красок и аэрографии. Такой рекламный ход увеличивает продажи, поэтому это хорошо не только для покупателей, но и для продавцов.